# 塚本学
塚本 学（つかもと まなぶ、1927年1月14日 - 2013年4月12日）は、日本の歴史学者。専門は日本近世史、地方史。国立歴史民俗博物館名誉教授。福岡市出身。　

## 経歴
福岡市で熊沢尚文の次男に生まれる。父方縁家の塚本家と「熊沢の次男は塚本家の養嗣子に」という出生前からの約束で、旧幕臣塚本明毅の三男・塚本明籌(あきかず)（他の男子が早世したので明毅の後を継いでいた）の養子となる。塚本の最後となった著書は戸籍上の祖父の評伝である。
福岡県立尋常中学修猷館から旧制福岡高等学校を経て、1950年東京大学文学部国史学科卒業。
「明治用水史誌の編纂主任として地方史研究を開始し」、愛知県公立高校教諭を経て、1970年より信州大学人文学部助教授、教授をつとめ、1981年8月から国立歴史民俗博物館民俗研究部教授を併任、1983年より国立歴史民俗博物館 歴史研究部教授、1992年定年退官、名誉教授の称号を受ける。
2013年4月12日、心不全のため死去。86歳没。

## 著書
- 『地方文人』教育社歴史新書、1977年
- 『生類をめぐる政治：元禄のフォークロア』平凡社選書、1983年／新版・平凡社ライブラリー 1993年／講談社学術文庫 2013年
- 『近世再考 地方の視点から』日本エディタースクール出版部、1986年
- 『江戸のあかり：ナタネ油の旅と都市の夜』岩波書店〈歴史を旅する絵本〉一ノ関圭絵、1990年
- 『都市と田舎 日本文化外史』平凡社選書、1991年
- 『小さな歴史と大きな歴史』吉川弘文館、1993年
- 『江戸時代と人と動物』日本エディタースクール出版部、1995年
- 『江戸図屏風の動物たち』歴博ブックレット 1998年
- 『徳川綱吉』「人物叢書」吉川弘文館、1998年
- 『生きることの近世史：人名環境の歴史から』平凡社選書、2001年／平凡社ライブラリー、2022年
- 『塚本明毅：今や時は過ぎ、報国はただ文にあり』「ミネルヴァ日本評伝選」ミネルヴァ書房、2012年
- 『生き物と食べ物の歴史』高志書院、2021年
- 『歴史・民俗・博物館』高志書院、2022年 [8]

### 共編著・校訂など
- 『愛知県の歴史』山川出版社、1970年、新井喜久夫と共編著
- 『列島文化再考：歴史学と民俗学』網野善彦・坪井洋文・宮田登共著、日本エディタースクール出版部、1989年／ちくま学芸文庫、2015年、
- 『村の生活文化』編著、中央公論社〈日本の近世 8〉、1992年
- 『日本歴史民俗論集 1 歴史学と民俗学』網野善彦・宮田登・福田アジオ編、吉川弘文館、1992年12月 ※塚本 執筆「近世史研究と民俗学」
- 『日本歴史民俗論集 3 家・親族の生活文化』福田アジオ共編、吉川弘文館、1993年2月
- 『日本歴史民俗論集 4 村の生活文化』福田アジオ共編、吉川弘文館、1993年6月
- 『日本歴史民俗論集 5 都市の生活文化』宮田登共編、吉川弘文館、1993年8月
- 『日本歴史民俗論集 10 民間信仰と民衆宗教』宮田登共編、吉川弘文館、1994年6月
- 朝日重章『摘録鸚鵡篭中記 元禄武士の日記』編注、岩波文庫（上下）、1995年
- 戸田茂睡『御当代記 将軍綱吉の時代』校注、平凡社東洋文庫、1998年

## 記念論集
- 『古代・中世の信濃社会 塚本学先生退官記念論文集』塚本学先生退官記念論文集刊行会編著 銀河書房 、1992年 [9]
- 『近世・近代の信濃社会 塚本学先生退官記念論文集』塚本学先生退官記念論集編集委員会編 竜鳳書房 、1995年